# Jo-C-Fine
Josefine Hjejle, bedre kendt under sit kunstnernavn Jo•C•Fine, er en dansk tidligere rapper fra Holte nord for København. Hun var den første kvindelige rapper på den danske musikscene i slutningen af 1980'erne.

## Karriere
I 1989 var hun opvarmning for De La Soul i spillestedet Saga på Vesterbro.
Hendes største hit var "Respekt", der udkom i 1989. Det var inkluderet på opsamlingsalbummet Dansk Rap 1988-2003, der udkom i 2003.
I 1995 medvirkede hun på Østkyst Hustlers gennembrudshit Verdens længste rap, hvor hun "spillede" rollen som en tankbestyrer, som de to hustlere møder. I 1996 medvirkede hun på Børneradios album Rimlig Rar Rimlig Raa sammen med Remee på nummeret "Mig og Josefine".
Josefine Hjejle arbejder som gymnasielærer på Rysensteen Gymnasium.

## Familie
Hjejle er søster til komponisten og musikproduceren Yo Akim og kusine til skuespilleren Iben Hjejle. Josefine er mor til tidligere barneskuespiller Martine Ølbye Hjejle og skuespillerinden Andrea Ølbye Hjejle. Desuden er hun faster til skuespilleren Anton Hjejle.

## Diskografi

### Solo
- Respekt / Hallo, Drenge M.C. (1989, EP)
- Faktisk Ret Nemt / Hallo Drenge MC / Respekt (1989, EP)
- Takt Og Tone / Heine (1990, EP)

### Gæsteoptræden
- Verdens længste rap (1995) - med Østkyst Hustlers
- "Mig og Josefine" - Jo•C•Fine og Remee (1996, Børneradio - Rimlig Rar Rimlig Raa, EMI, Medley)